# معتمدية سوسة الرياض
معتمدية سوسة الرياض أو حي الرياض إحدى معتمديات الجمهورية التونسية، تابعة لولاية سوسة.و يعتبر حي الرياض ثاني أكبر حي شعبي بالجمهورية من حيث الكثافة بعد حي التضامن بالعاصمة تونس. أنشئت هذه المعتمدية سنة 1987 وبها عدة مؤسسات تربوية مثل المدرسة الإعدادية الرياض الخامس والمعهد الثانوي ابن رشد والمدرسة الابتدائية أبو القاسم الشابي والمعهد الثانوي حي الرياض والمدرسة الإعدادية حي الرياض سوسة والذي يعرف بمعهد السلام ومدرسة ابن شرف ومدرسة النجاح كما توجد بالمعتمدية جامع التوفيق.